# Università telematica eCampus
L'Università degli Studi eCampus (Uni-eCampus) è un'università telematica privata italiana, con sede legale a Novedrate (Como), in Lombardia. È stata istituita con decreto del Ministero dell'istruzione, dell'università e della ricerca del 30 gennaio 2006.

## Storia
L'ateneo è stato promosso dalla "fondazione eCampus per l'università e la ricerca", finanziata dall'imprenditore Francesco Polidori, già fondatore del Centro Europeo per la Preparazione Universitaria (CEPU). La Fondazione ha il compito di assicurare all'ateneo i mezzi finanziari e ne nomina il consiglio d'amministrazione.
Il decreto di autorizzazione a erogare corsi universitari fu emanato dal MIUR nel 2006 nonostante il Comitato nazionale per la valutazione del sistema universitario avesse espresso parere negativo, sia pure non vincolante. Le attività formative ebbero inizio nell'anno accademico 2007-2008.
Nel 2016 l'Agenzia Nazionale di Valutazione del Sistema Universitario e della Ricerca ha assegnato all'Ateneo il punteggio di 4,21, corrispondente a un giudizio di accreditamento convertito secondo la scala del DM 987/2016 di tipo “Dtel – Condizionato”. Nel 2020, a seguito di follow-up, il giudizio di accreditamento è stato modificato in “Ctel – Soddisfacente (DM 894 del 18/12/2020).

## Struttura

### Dipartimenti
L'università è articolata su cinque dipartimenti:
- Economia
- Giurisprudenza
- Ingegneria
- Lettere
- Psicologia

La fruizione dei corsi avviene sia in presenza, sia attraverso una piattaforma di apprendimento online, che consente anche la comunicazione con i docenti e gli altri studenti, nonché l'attività di tutoraggio didattico individuale.

### Il campus
Il campus di Novedrate è situato all'interno del parco di villa Casana, una cascina del primo Settecento che attorno al 1830 fu trasformata in dimora di villeggiatura della nobiltà lombarda. L'edificio che ospita il campus fu costruito negli anni sessanta dall'architetto Bruno Morassutti in vetro e calcestruzzo secondo i modelli dell'architettura organica e sino al 2003 è stato adibito a centro di formazione dell'IBM. 
Nel marzo 2021 l'immobile venne sottoposto per un breve periodo a sequestro preventivo dalla Guardia di Finanza all'interno dell'indagine "Tutoring" a carico, fra gli altri, del patron Francesco Polidori.
Oltre alla sede di Novedrate, l'università telematica eCampus dispone in Italia di ulteriori 45 sedi.

## Rettori
- Lanfranco Rosati (2006-2011)
- Carlo Maria Bartolini (2011-2016)
- Enzo Siviero (dal 2016)